# Willi Enke
Willi Werner Enke (* 6. März 1895 in St. Gallen; † 24. Dezember 1974 in Marburg) war ein deutscher Psychiater, Neurologe und Hochschullehrer, der zur Zeit des Nationalsozialismus Direktor der Landesheil- und Pflegeanstalt Bernburg war.

## Leben
Nach dem Schulbesuch in Plauen nahm Enke als Kriegsfreiwilliger am Ersten Weltkrieg teil, erreichte den Rang eines Unteroffiziers und erhielt das Eiserne Kreuz zweiter Klasse. Von 1918 bis 1922 absolvierte er ein Studium der Medizin an der Universität Leipzig und war zeitgleich Angehöriger eines Zeitfreiwilligenregiments. Nach dem Medizinalpraktikum am Dresdner Krankenhaus wurde er 1923 approbiert und an der Universität Greifswald zum Dr. med. promoviert. Danach war er kurzzeitig als Hilfs- beziehungsweise Volontärarzt an der Heil- und Pflegeanstalt Dresden und der Universitätsnervenklinik Tübingen beschäftigt. Ab 1924 war er Assistenzarzt in Schkeuditz. Ab 1926 war er unter Ernst Kretschmer als Abteilungsleiter an der Universitätsnervenklinik in Marburg tätig, wo er sich 1929 habilitierte. Ab 1929 war Enke Privatdozent der Psychiatrie an der Universität Marburg.
Enke war seit Oktober 1923 mit Anna Karoline Elisabeth Enke (* 31. Januar 1902; † 11. Januar 1985), geborene Keil, verheiratet. Elisabeth Enke war ebenfalls Fachärztin für Neurologie und Psychiatrie. Das Paar bekam drei Söhne: den späteren Psychotherapeuten und Hochschullehrer Helmut (1927–2011) sowie Reinhold (* 1935) und zuletzt Harald.

## Zeit des Nationalsozialismus
Nach der Machtübergabe an die Nationalsozialisten trat er zum 1. Mai 1933 der NSDAP bei (Mitgliedsnummer 2.828.291). Im November 1933 unterzeichnete er das Bekenntnis der Professoren an den deutschen Universitäten und Hochschulen zu Adolf Hitler, obwohl er noch nicht zum Professor berufen worden war. Enke wurde Mitglied im NS-Lehrerbund (NSLB), dem Nationalsozialistischen Deutschen Ärztebund (NSDÄB) und der Nationalsozialistischen Volkswohlfahrt (NSV). Des Weiteren wurde er Förderndes Mitglied der SS und trat dem Nationalsozialistischen Kraftfahrkorps (NSKK) bei (zuvor Motor-SA), wo er als Sturmarzt tätig wurde. Weitere Mitgliedschaften bestanden beim NSFK, dem NSDDB, dem Volksbund für das Deutschtum im Ausland sowie dem Reichskolonialbund.
Neben Tätigkeiten als Gauschulungsleiter und Richter am Erbgesundheitsgericht in Marburg arbeitete er auch ab 1934 beim Rassenpolitischen Amt in Kurhessen mit.

„Die auf biologischer Grundlage beruhende Rassen- und Erbpflege beginnt folgerichtig mit der Ausmerzung artfremder und erbkranker Anlagen.“

Enke erhielt schließlich 1935 eine außerordentliche Professur an der Universität Marburg. Durch Hans Fliege, seit 1934 Professor für Zahnheilkunde an der Universität Marburg und dortiger Vertrauensdozent der NSDAP, wurde Enkes Professur aufgrund seiner nationalsozialistischen Einstellung befördert. Enkes Vorgesetzter Ernst Kretschmer sowie sein Kollege Friedrich Mauz wurden durch Fliege als liberalistisch eingestellt denunziert. Ab 1937 war er laut Nagel zudem auch nebenamtlicher außerordentlicher Professor an der Universität Greifswald. Im Juni 1937 wurde er auch Mitarbeiter im Amt für Volksgesundheit der NSDAP.
Im Januar 1938 übernahm Enke als Direktor die Leitung der Landesheil- und Pflegeanstalt Bernburg und bekleidete diese Funktion bis zum Ende des Zweiten Weltkrieges. Zugleich wurde er als außerplanmäßiger Professor an die Universität Halle umhabilitiert und zudem auch Richter am Erbgesundheitsgericht Dessau. Unter Enke wurde die Landesheil- und Pflegeanstalt Bernburg nach dem ihm bekannten Konzept der Universitätsnervenklinik Marburg trotz geringem finanziellen Budget nach neuesten wissenschaftlichen Erkenntnissen umstrukturiert und modernisiert: Bedeutendste Neuerung war die im Februar 1938 begründete Anhaltische Nervenklinik. Des Weiteren wurden u. a. auch Beschäftigungsmaßnahmen für Patienten intensiviert und Maßnahmen ergriffen um die Verweildauer der Patienten in der Einrichtung zu reduzieren. Enkes Ehefrau wurde als Nervenärztin während des Zweiten Weltkrieges zur Arbeit in der Landesheil- und Pflegeanstalt Bernburg kriegsverpflichtet.
Im September 1940 informierte der Oberdienstleiter der Kanzlei des Führers Viktor Brack Anstaltsdirektor Enke und den Vorsitzenden des Landesführsorgeamtes Dessau, Carl-Ernst Bierwirth, dass die von Enke geführte Einrichtung für „Reichszwecke“ vorgesehen sei. Enke selbst wurde aufgefordert, diesem Ansinnen Folge zu leisten. Schließlich wurde in einem abgetrennten Teil der Landesheilanstalt die NS-Tötungsanstalt Bernburg untergebracht, die von Irmfried Eberl geleitet wurde.

„Prof. Enke ist ebenfalls über unsere Aktion in vollem Umfange unterrichtet. Er steht unserer Aktion an sich positiv gegenüber, hat jedoch eine Reihe von Bedenken. Insbesondere ist er der Überzeugung, dass sehr viele Kranke unserer Aktion anheim fallen, ohne dass vorher ein entsprechender Therapieversuch gemacht worden ist. Dadurch kommt er zu der Auffassung, dass, bevor ein Kranker unserer Aktion anheim fällt, der betreffenden Anstalt, in der sich der Kranke befindet, die Auflage gemacht werden müßte in den Fällen, in denen ein Therapieversuch auch nur die geringste Aussicht auf Erfolg bietet, einen solchen Therapieversuch zu machen. Diese Auffassung ist zwar ärztlich zu verstehen, läßt sich jedoch im Rahmen unserer Aktion keineswegs durchführen, weshalb Prof. Enke unsere Aktion auch mit einer gewissen Vorsicht ansieht.“

## Nachkriegszeit
Gegen Kriegsende wurde Enke am 16. April 1945 durch Angehörige der US-Armee festgenommen und im Juli 1945 durch die amerikanische Militäradministration in die Amerikanische Besatzungszone überführt. In Darmstadt wurde er 1948 entnazifiziert. Aus der amerikanischen Internierung wurde er im Frühjahr 1948 nach Marburg zu seiner Familie entlassen. Enke trat umgehend in die Arztpraxis seiner Frau ein, die sich als Psychiaterin und Neurologin in Marburg niedergelassen hatte. Er wurde 1948 Mitglied im Wissenschaftlichen Beirat des Bundes hirnverletzter Kriegsopfer. Gegen Enke wurde wegen des Tatverdachts der Beteiligung an Euthanasieverbrechen durch die amerikanische Militäradministration und die deutsche Staatsanwaltschaft ermittelt, die Ermittlungsverfahren wurden jedoch bis März 1950 eingestellt. Anfang der 1960er Jahre wurde Enke zu den Vorgängen der im Herbst 1940 in einem abgetrennten Teil der Landesheilanstalt Bernburg eingerichteten NS-Tötungsanstalt, in der tausende Psychiatriepatienten und KZ-Häftlinge vergast wurden, vernommen. Enke bestritt, von den Einlieferungen der Opfer in der NS-Tötungsanstalt etwas gewusst zu haben: „Daß dies geschehen sein soll, höre ich heute zum 1. Mal.“
Nach Fürsprache von Werner Villinger wurde Enke 1950 leitender Arzt bei den Diakonischen Anstalten Hepatha in Treysa und bekleidete diese Funktion bis zu seiner Pensionierung im Jahr 1963. Anschließend half er beim Aufbau der Jugendpsychiatrie in Delmenhorst mit. Nach kurzer schwerer Erkrankung starb Enke 1974 in Marburg.
Gegen Enke wurden im Februar 2018 unter anderem in der Frankfurter Rundschau Vorwürfe laut, dass er in Hephata an schwer erziehbaren Kindern Pneumoenzephalografien vorgenommen haben soll, um Verhaltensauffälligkeiten höchst umstritten nachzuweisen. Die erhobenen Vorwürfe wurden durch eine Untersuchung des Gießener Medizinhistorikers Volker Roelcke Anfang 2019 bestätigt. Enke selbst habe in einem Beitrag für eine medizinische Fachzeitschrift von rund 800 Fällen geschrieben. Er habe in vielen Fällen die PEG vorgenommen, ohne dass es dafür eine medizinische Indikation gegeben habe.

## Schriften
- Frühkontrakturen bei Dystrophia musculorum progressiva, Greifswald, Medizinische Dissertation, 1923.
- Die Psychomotorik der Konstitutionstypen: Experimentelle Studien über Handschrift, Zweck- u. Ausdrucksbewegungen, Leipzig 1930. Aus: Zeitschrift für angewandte Psychologie. Bd. 96 (1930), H. 3 u. 4.
- Die Persönlichkeit der Athletiker, Leipzig 1936 (zusammen mit Ernst Kretschmer). Unter dem Titel La personalidad de los atleticos 1942 in Spanien erschienen.
- Ursprung und Wesen der Krankheit, Leipzig 1938. (zusammen mit Elisabeth Enke). Aus: Volksverband der Bücherfreunde: Wissenschaftliche Jahresreihe; Reihe 20, Bd. 2.